# Хакан Шукюр
Хакан Шукюр (на турски: Hakan Şükür) е турски футболист, нападател.
Роден е на 1 септември 1971 година в град Адапазаръ, вилает Сакария, в семейство на преселници от Косово. По-късно той скандализира публиката, заявявайки, че е албанец и следователно не е турчин.
Смятан е за най-успешния нападател в турския футбол. Играл е в „Сакарияспор“, „Бурсаспор“, „Галатасарай“, „Торино“, „Интер“, „Парма“ и „Блекбърн Роувърс“. От 2003 до 2008 г. играе в „Галатасарай“.
Хакан Шукюр прекратява състезателната си кариера през 2007 година. През 2011 година е избран за депутат от управляващата Партия на справедливостта и развитието, но през 2013 година влиза в конфликт с ръководството, заради кампанията му срещу движението „Хизмет“, и напуска парламентарната група. При засилващия се натиск от властите срещу привържениците на Фетхуллах Гюлен Шукюр емигрира в Съединените щати. През февруари 2016 година е обвинен в обиди към президента Реджеп Таип Ердоган, а през август – в участие в терористична организация.

## Рекорди
На световното първенство през 2002 г. не е в добра форма, но в мача за третото място срещу Южна Корея вкарва най-бързия гол отбелязян на световни финали в 11-тата секунда след започването на мача. Хакан Шукюр е направил своето 100-тно участие за Турция в квалификациите през 2006 г. за световното първенство в Германия. Печелил е Купата на УЕФА с „Галатасарай“ през 2000 г. След това преминава в италианския „Интер“. Също така е рекордьор по голове за турския национален отбор.